# Ича (нижний приток Оми)
И́ча — река в Новосибирской области России. Устье реки находится на 584 км от устья по правому берегу реки Оми. Длина реки — 257 км, площадь водосборного бассейна — 3570 км².

## Этимология
Название образовано от тюркского ич — пить, то есть «питьевая».

## Данные водного реестра
По данным государственного водного реестра России относится к Иртышскому бассейновому округу, водохозяйственный участок реки — Омь, речной подбассейн реки — Омь. Речной бассейн реки — Иртыш.